# Robert Ibáñez
Roberto 'Robert' Ibáñez Castro (Valencia, 22 maart 1993) is een Spaans voetballer die doorgaans als rechtsbuiten speelt. Hij verruilde Osasuna in augustus 2022 voor Levante.

## Clubcarrière

### Valencia
Ibáñez werd op zevenjarige leeftijd opgenomen in de jeugdopleiding van Valencia. Hij debuteerde op 29 augustus 2014 in het eerste elftal, in een wedstrijd in de Primera División tegen Málaga. Hij mocht na 81 minuten invallen voor Sofiane Feghouli. Valencia won die dag in het eigen Estadio Mestalla met 3–0.

### Huurperiodes
Het bleef voor Ibáñez bij een handjevol wedstrijden in het eerste elftal. Valencia verhuurde hem zowel het laatste halfjaar van seizoen 2014/15 als geheel seizoen 2015/16 aan Granada. Hiervoor speelde hij in die periode 35 wedstrijden in de Primera División. Hij maakte daarbij op 15 januari 2015 zijn eerste doelpunt in het profvoetbal. Hij bracht Granada toen op 2–2 uit bij Deportivo La Coruña, tevens de eindstand. Valencia verhuurde Ibáñez op 31 augustus 2016 vervolgens aan Leganés. Hij scheurde alleen nog geen twee maanden later een kruisband en moest een jaar revalideren.

### Getafe en nieuwe verhuren
Ibáñez verruilde Valencia in januari 2018 transfervrij voor Getafe. Dat verhuurde hem meteen voor een halfjaar aan Osasuna. Hiervoor speelde hij in die tijd zeventien wedstrijden in de Segunda División. Hij kreeg bij aanvang van 2018/19 de kans om coach José Bordalás te overtuigen bij Getafe, maar dat lukte niet. Ibáñez maakte daarom na de winterstop ook dat seizoen af bij Osasuna. Coach Jagoba Arrasate zag hier wel een basisspeler in hem. Hij droeg zo in dertien wedstrijden bij aan het kampioenschap in de Segunda División. Hij maakte daarbij onder meer het winnende doelpunt thuis tegen Extremadura. Osasuna lijfde hem in augustus 2019 vervolgens definitief in.

### Osasuna en nog vaker verhuren
Ibáñez was het vertrouwen van Arrasate in de Primera División na een paar wedstrijden kwijt. Hij werd na een paar weken invaller en kwam na nieuwjaar amper nog van de reservebank af. Hij bracht daarom 2020/21 wederom op huurbasis door bij Leganés. Dat deed hij ook in het laatste halfjaar van 2021/22. Hier speelde hij deze keer in totaal 42 wedstrijden in de Segunda División. Ibáñez kwalificeerde zich in 2020/21 met Leganés voor kwalificatiewedstrijden voor promotie naar de Primera División. Rayo Vallecano was daarin twee keer te sterk.

### Levante
Ibáñez verruilde Osasuna in augustus 2022 transfervrij voor Levante. Hiermee kwalificeerde hij zich in 2022/23 eveneens voor kwalificatiewedstrijden voor promotie naar de Primera División. ZIjn teamgenoten en hij versloegen hierin Albacete, maar kwamen daarna een doelpunt tekort in de finale tegen Deportivo Alavés.

## Erelijst
| Kampioen Segunda División | 1x | 2018/19 |

1 Vegas ·
2 Son ·
3 Toño ·
4 Pier ·
5 Radoja ·
6 Duarte ·
7 León ·
9 Roger ·
10 Bardhi ·
11 Morales  ·
12 Malsa ·
13 Fernández ·
14 Vezo ·
15 Postigo ·
16 Rochina ·
17 Vukčević ·
18 De Frutos ·
19 Clerc ·
20 Miramón ·
21 Gómez ·
22 Melero ·
23 Coke ·
24 Campaña ·
25 Doukouré ·
34 Cárdenas ·
Coach: López